# Gouverneur van Zevenburgen

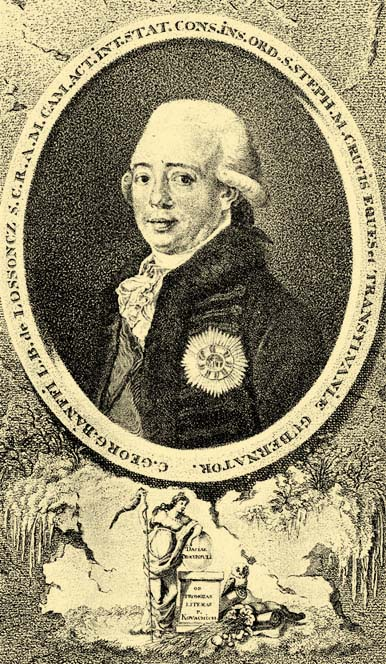
György Bánffy, de eerste Habsburgse gouverneur van Transsylvanië

De gouverneur van Zevenburgen was de voorzitter van het burgerlijke bestuur in Zevenburgen, vanaf het begin van de Habsburgse heerschappij. In het Duits werd dit ambt aanvankelijk met de term Gubernator aangeduid, na 1849 echter met de term (Zivil-)Gouverneur.
De Habsburgse heerschappij in Zevenburgen werd in stappen uitgebouwd. Vanaf 1686 was de door de Ottomanen aangestelde vorst Michaël I Apafi omwille van het oprukken van de Habsburgse troepen na het Beleg van Wenen in 1683 gedwongen een schikking te treffen met de Habsburgers. In verdragen met keizer Leopold I erkende Apafi de suzereiniteit van de keizer als koning van Hongarije. In 1688 werd deze overeenkomst ook door de Zevenburgse Landdag bekrachtigd. In 1699 werd de Oostenrijkse heerschappij over Zevenburgen ook door de Ottomanen erkend.
De gouverneur was de plaatselijke vertegenwoordiger van de vorst van Zevenburgen. Dit was vanaf 1711, met de Vrede van Szatmár, de in Wenen residerende Habsburgse heerser die in een personele unie over Zevenburgen heerste. De gouverneur werd doorgaans aangeduid uit de drie bevolkingsgroepen die in Zevenburgen de politieke toon aanvoerden: de Hongaarse adel, de Szeklers en de Zevenburger Saksen. Bij gebrek aan een geschikte kandidaat werd soms ook de respectievelijke commandant in het oosten van het Habsburgse rijk als gouverneur aangesteld.
In 1866 besloot de landdag, waarin de etnische Hongaren de meerderheid vormden, tegen de belangen van de andere bevolkingsgroepen in tot een unie van Transsylvanië met de rest van Hongarije. Na de Ausgleich van 1867 werd Zevenburgen bijgevolg een land van de Hongaarse kroon, en werd het bestuur overgedragen aan de koninklijk-Hongaarse regering in Boedapest, die alle autonome Zevenburgse instellingen onmiddellijk ophief.

## Lijst van gouverneurs
| Naam                                                  | Termijn   | Heerser                     |
| ----------------------------------------------------- | --------- | --------------------------- |
| György Bánffy (1661-1708)                             | 1690–1708 | Leopold I Jozef I           |
| István Haller                                         | 1709–1710 | Jozef I                     |
| István Wesselényi                                     | 1710–1713 | Jozef I Karel III           |
| Zsigmond Kornis                                       | 1713–1731 | Karel III                   |
| István Wesselényi                                     | 1731–1732 | Karel III                   |
| Franz Paul von Wallis                                 | 1732–1734 | Karel III                   |
| János Haller                                          | 1734–1755 | Karel III Maria Theresia    |
| Franz Wenzel Wallis                                   | 1755–1758 | Maria Theresia              |
| László Kemény                                         | 1758–1762 | Maria Theresia              |
| Adolf Nikolaus von Buccow                             | 1762–1764 | Maria Theresia              |
| Andreas Hadik von Futak                               | 1764–1767 | Maria Theresia              |
| Karl O’Donell                                         | 1767–1770 | Maria Theresia              |
| Joseph Auersperg                                      | 1771–1774 | Maria Theresia              |
| Samuel von Brukenthal                                 | 1774–1787 | Maria Theresia              |
| György Bánffy (1746–1822)                             | 1787–1822 | Jozef II Leopold II Frans I |
| János Jósika                                          | 1822–1834 | Frans I                     |
| Aartshertog Ferdinand Karel Jozef van Oostenrijk-Este | 1835–1837 | Ferdinand V                 |
| János Kornis                                          | 1838–1840 | Ferdinand V                 |
| József Teleki                                         | 1842–1848 | Ferdinand V                 |
| Imre Mikó                                             | 1848      | Ferdinand V Frans Jozef     |
| Anton von Puchner                                     | 1848–1849 | Frans Jozef                 |
| Ludwig von Wohlgemuth                                 | 1849-1851 | Frans Jozef                 |
| Karl von Schwarzenberg                                | 1851–1858 | Frans Jozef                 |
| Frederik van Liechtenstein                            | 1858–1860 | Frans Jozef                 |
| Imre Mikó                                             | 1860–1861 | Frans Jozef                 |
| Franz Folliot de Crenneville                          | 1861–1867 | Frans Jozef                 |